# Joakim Soria
Joakim Agustín Soria Ramos (Monclova, 18 maggio 1984) è un ex giocatore di baseball messicano che giocava nel ruolo di lanciatore di rilievo della Major League Baseball (MLB).

## Carriera

### Inizi e Minor League (MiLB)
Soria firmò come free agent il 31 ottobre 2001 con i Los Angeles Dodgers, che lo assegnarono nella classe Rookie a partire dalla stagione 2002. Saltò l'intera stagione 2003 dopo essersi sottoposto alla Tommy John surgery. Nel 2004 continuò nella classe Rookie, questa volta nella Dominican Summer League. Fu svincolato dalla franchigia il 12 ottobre 2004.
Nel 2005 passò alla Liga Mexicana de Béisbol con i Diablos Rojos del Mexico. Il 20 dicembre 2005, firmò con i San Diego Padres, tuttavia durante la stagione 2006 continuò a giocare con i Diablos Rojos fino a metà agosto, quando passò nella classe A con cui concluse la stagione.
Il 7 dicembre 2006, i Kansas City Royals selezionarono Soria dai Padres durante il rule 5 draft.

### Major League (MLB)

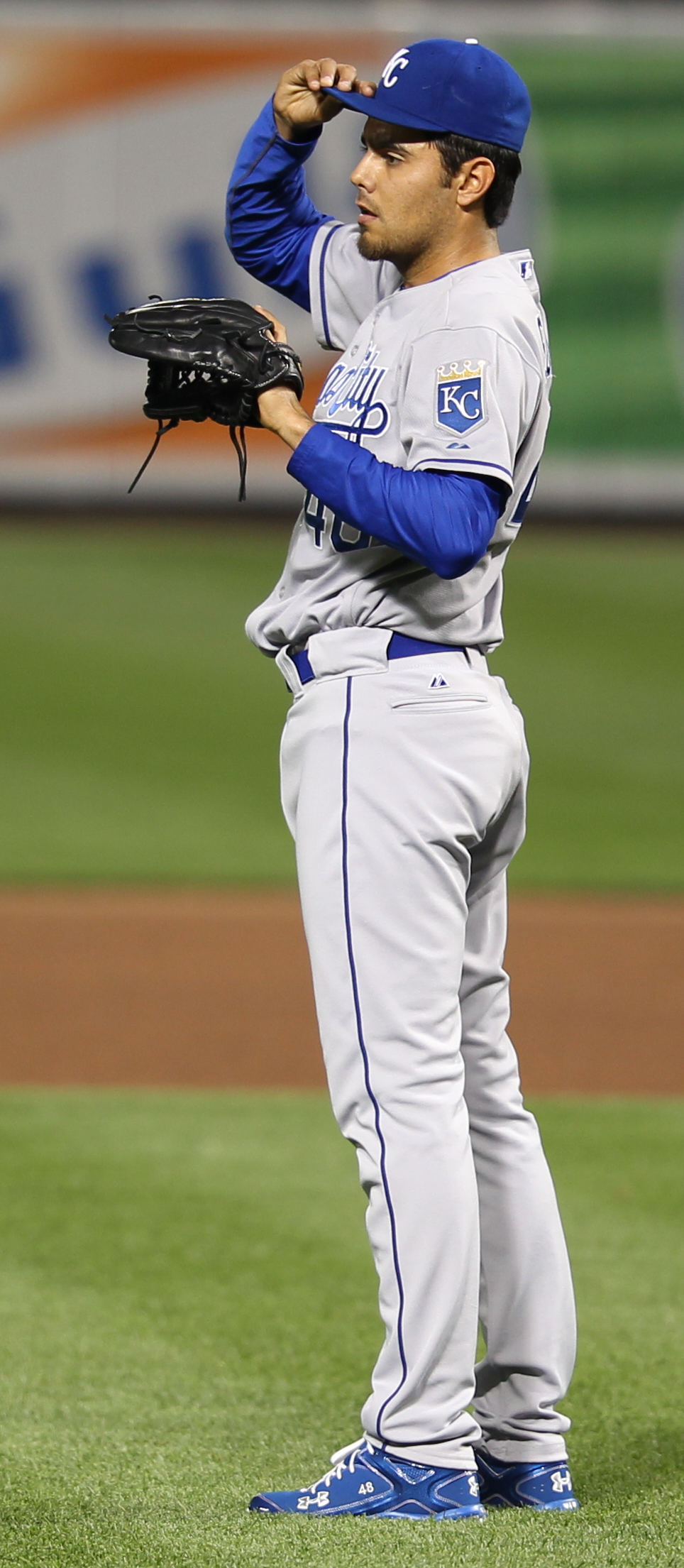
Soria con i Royals nel 2011

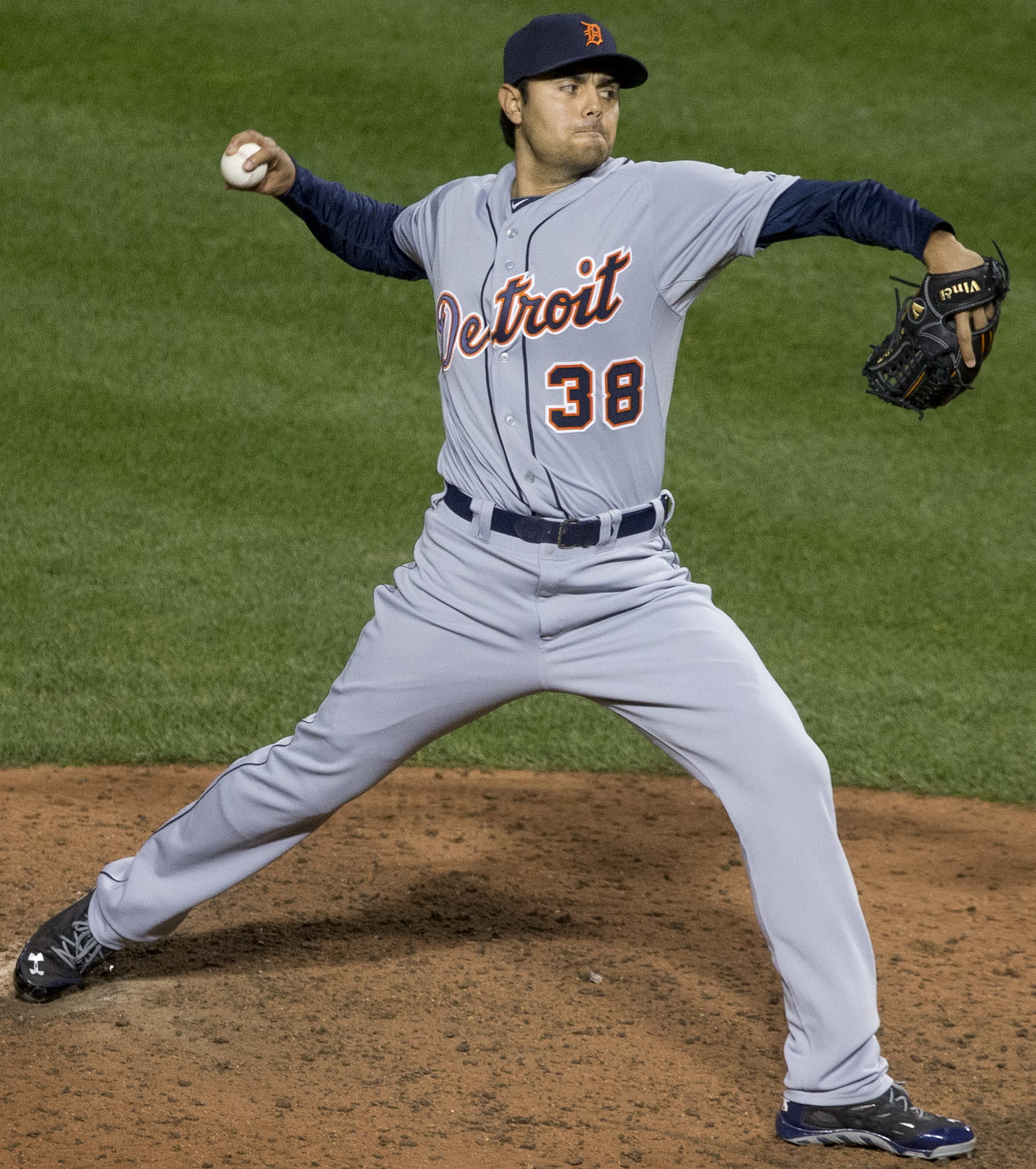
Soria con i Tigers nel 2014

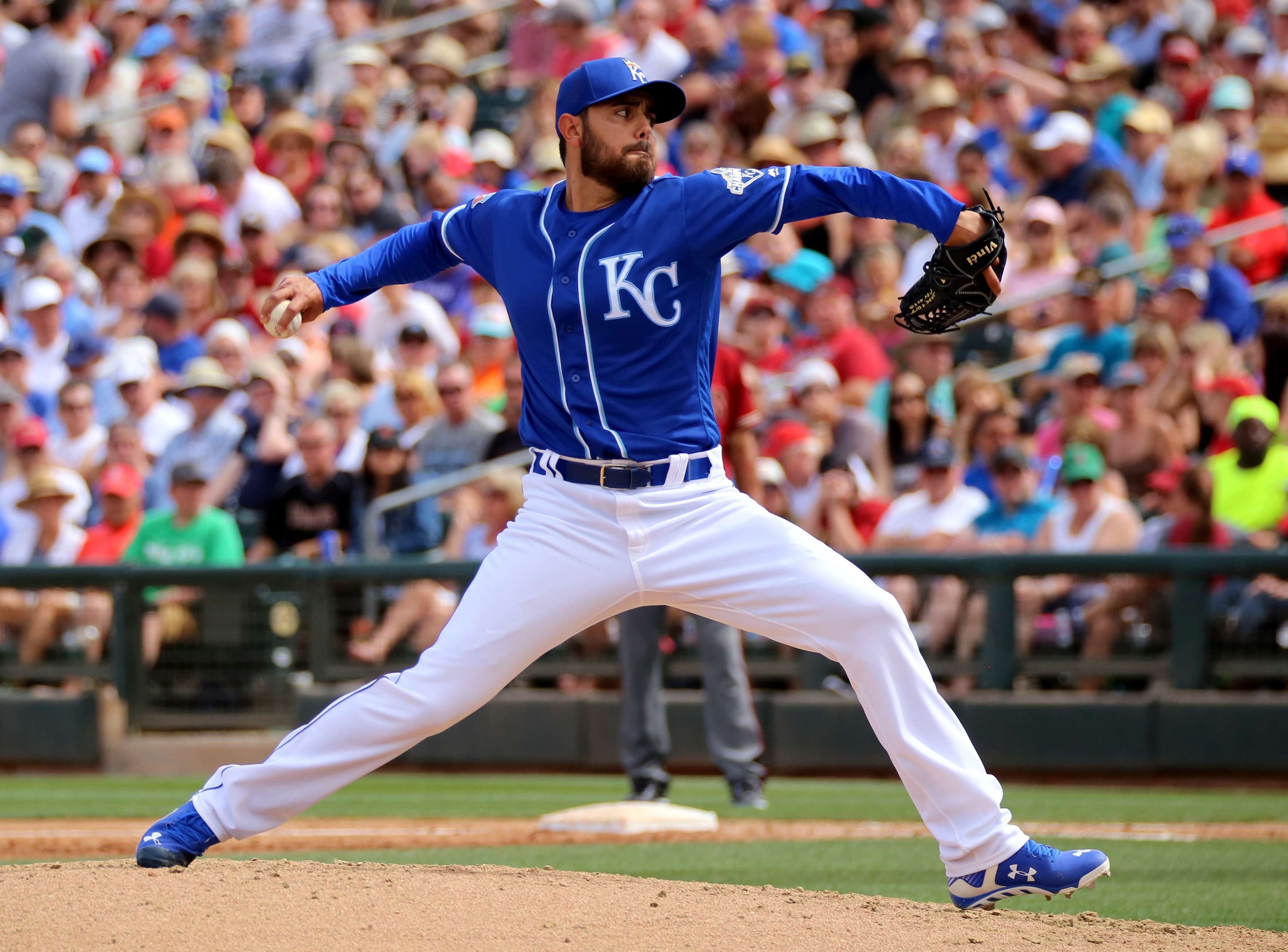
Soria mentre effettua un lancio nel 2016

Soria debuttò nella MLB il 4 aprile 2007, al Kauffman Stadium di Kansas City contro i Boston Red Sox. Schierato nel corso del sesto inning, concesse una base su ball e dopo aver concluso l'inning venne sostituito. Il 10 aprile contro i Blue Jays, ottenne la prima salvezza e il 18 aprile contro i Tigers, la prima vittoria. Concluse la stagione con 62 partite disputate, tutte nella MLB.
Il 17 maggio 2008, firmò un contratto triennale con i Royals con un'estensione di 8.75 milioni di dollari. Nello stesso anno, venne convocato per l'All-Star Game per la prima volta. Venne convocato nuovamente nel 2010.
Il 3 aprile 2012, Soria si sottopose alla Tommy John surgery al gomito destro, perdendo di conseguenza l'intera stagione. Divenne free agent a fine stagione 2012.
Il 4 dicembre 2012, Soria firmò un contratto biennale dal valore complessivo di 8 milioni di dollari con i Texas Rangers, con un'opzione del club per il terzo anno.
Il 23 luglio 2014, i Rangers scambiarono Soria con i Detroit Tigers per Corey Knebel e Jake Thompson. Al termine della stagione regolare, Soria partecipò al post stagione per la prima volta. Apparve in due partite delle Division Series, subendo una sconfitta.
Il 30 luglio 2015, i Tigers scambiarono Soria con i Pittsburgh Pirates per JaCoby Jones. Divenne free agent a fine stagione.
Il 10 dicembre 2015, firmò per la seconda volta in carriera con i Royals, con un contratto triennale dal valore complessivo di 25 milioni di dollari.
Il 4 gennaio 2018, come parte di uno scambio che coinvolse tre squadre, i Royals scambiarono Soria più una somma in denaro con i Chicago White Sox, ottenendo Erick Mejia e Trevor Oaks da parte dei Los Angeles Dodgers, che a loro volta ricevettero Scott Alexander dai Royals e il giocatore di minor league Jake Peter, proveniente dai White Sox, che ottennero Luis Avilan più una somma in denaro dai Dodgers.
Il 26 luglio 2018, i White Sox scambiarono Soria con i Milwaukee Brewers per i giocatori di minor league Kodi Medeiros e Wilber Perez. Divenne free agent alla fine della stagione.
Il 21 dicembre 2018, Soria firmò un contratto biennale con gli Oakland Athletics, con cui disputò due stagioni prima di diventare free agent a fine 2020.
Il 6 febbraio 2021, Soria firmò un contratto annuale del valore di 3.5 milioni di dollari con gli Arizona Diamondbacks.
Il 30 luglio 2021, i D-backs scambiarono Soria con i Toronto Blue Jays per due giocatori da nominare in seguito.

## Nazionale
Soria venne convocato e partecipò con la Nazionale Messicana ai Giochi centramericani e caraibici 2006, ottenendo una medaglia di bronzo, e al World Baseball Classic 2009 e 2017.

## Palmares

### Club
- MLB All-Star: 2

2008, 2010

### Nazionale
- Giochi centramericani e caraibici:  Medaglia di Bronzo

Team MEX: 2006